# Isabella Hökmark
Kerstin Isabella Hökmark, tidigare Jernbeck, född Lehander 22 juni 1962 i Sankt Nicolai församling i Nyköping, är en svensk politiker (moderat). Hon var riksdagsledamot 2006–2014 och 2014–2018, invald för Stockholms läns valkrets.
I riksdagen var hon ledamot i försvarsutskottet 2006–2010, socialutskottet 2010–2014 och kulturutskottet 2015–2018, samt ledamot i Nordiska rådets svenska delegation 2010–2014. Hon var även suppleant i finansutskottet, skatteutskottet, sammansatta civil- och kulturutskottet och sammansatta utrikes- och försvarsutskottet.
Hökmark är bosatt i Djursholm. Hon är sedan 2014 gift med Gunnar Hökmark.[källa behövs]